# Palomida
La palomida, colomida, colomina, palometó, palomina o sorell de penya (Lichia amia) és un peix teleosti de la família dels caràngids i de l'ordre dels perciformes.

## Particularitats
Lichia amia és l'única espècie del gènere Lichia.

## Morfologia
- Pot arribar als 200 cm de llargària total i als 50 kg de pes.
- El cos és ovalat i comprimit lateralment.
- Presenta dues ondulacions a la línia lateral.
- El cap és més llarg que alt.
- La boca és obliqua i arriba fins a la part posterior dels ulls.
- La mandíbula és bastant llarga.
- Té dues aletes dorsals: la primera és reduïda i formada per 5 espines precedides per una altra dirigida cap endavant, mentre que la segona és simètrica a l'anal.
- Els primers radis de la segona dorsal són els grossos, cap a la cua minva la mida.
- L'anal és precedida per dues espines.
- La caudal és molt escotada.
- El dors és gris blavós, els costats són blaus i el ventre és blanc. Presenta unes taques negres a la dorsal, a l'anal i a les puntes de la caudal.[5][6]

## Reproducció
La reproducció té lloc a l'estiu a prop de la costa i els ous són pelàgics.

## Alimentació
Menja peixos pelàgics i cefalòpodes. Els exemplars joves prefereixen els crustacis.

## Hàbitat
És pelàgic migrador, més litoral a l'estiu que a l'hivern. Apareix a prop de puntes i illots sobre fons rocallosos, però també és freqüent a fons sorrencs.

## Distribució geogràfica
Es troba a les costes de l'Atlàntic oriental (des del sud de la Mar Cantàbrica fins a Sud-àfrica, incloent-hi la mar Mediterrània) i de l'oceà Índic occidental (des de Sud-àfrica fins a Moçambic).

## Costums
Els joves formen bancs més nombrosos que els adults, els quals se'ls veu sovint aïllats.

## Interès pesquer
La pesca es realitza amb les mateixes arts que la pesca de la serviola. És un peix molt popular entre els pescadors esportius.